# 东湖街道 (富顺县)
东湖镇，是中华人民共和国四川省自贡市富顺县下辖的一个乡镇级行政单位。2019年9月撤镇设街道，以原东湖镇和狮市镇七贤村、复兴村、五桥社区以及骑龙镇马耳桥村、芭蕉村所属行政区域为东湖街道的行政区域，东湖街道办事处驻东大街331号。

## 行政区划
东湖镇下辖以下地区：
高石社区、黄葛社区、东街社区、久泰村、卫国村、鱼塘村、观塘村、三河村、意志村、同心村、唐家村、楼台村、黄泥村、山林村、黄葛村、云丰村、沿江村、油沙村、凉桥村、卷坝村、土门村、高石村、长田村、顺河村和石板村。